# Baška Voda
Baška Voda és un municipi al županija de Split-Dalmàcia (Croàcia).